# Giro di Lombardia 2016
110. edycja wyścigu kolarskiego Giro di Lombardia odbyła się w dniu 1 października 2016 roku i liczyła 241 km. Start tego klasycznego wyścigu znajdował się w Como a meta w Bergamo. Wyścig ten figurował w rankingu światowym UCI World Tour 2016 i był ostatnim wyścigiem w 2016 roku tego cyklu.

## Uczestnicy
Na starcie tego klasycznego wyścigu pojawiło się 25 ekip, osiemnaście drużyn jeżdżących w UCI World Tour 2016 i siedem zespołów zaproszonych przez organizatorów z tzw. "dziką kartą".
Lista drużyn uczestniczących w wyścigu:
| Numery  | Kod | Drużyna                     |
| ------- | --- | --------------------------- |
| 1-8     | AST | Pro Team Astana             |
| 11-18   | ALM | Ag2r-La Mondiale            |
| 21-28   | AND | Androni Giocattoli–Sidermec |
| 31-38   | BAR | Bardiani CSF                |
| 41-48   | BMC | BMC Racing Team             |
| 51-58   | CDT | Cannondale–Drapac           |
| 61-68   | CCC | CCC Sprandi Polkowice       |
| 71-78   | COF | Cofidis                     |
| 81-88   | EQS | Etixx-Quick Step            |
| 91-98   | FDJ | FDJ                         |
| 101-108 | GAZ | Gazprom-RusVelo             |
| 111-118 | IAM | IAM Cycling                 |
| 121-128 | LAM | Lampre-Merida               |

| Numery  | Kod | Drużyna                    |
| ------- | --- | -------------------------- |
| 131-138 | LTS | Lotto Soudal               |
| 141-148 | MOV | Movistar Team              |
| 151-158 | NIP | Nippo-Vini Fantini         |
| 161-168 | OBE | Orica–BikeExchange         |
| 171-178 | DDD | Team Dimension Data        |
| 181-188 | GIA | Team Giant-Alpecin         |
| 191-198 | KAT | Team Katusha               |
| 201-208 | TLJ | Team LottoNL-Jumbo         |
| 211-218 | SKY | Team Sky                   |
| 221-228 | TNK | Tinkoff                    |
| 231-238 | TRE | Trek-Segafredo             |
| 241-248 | STH | Wilier Triestina-Southeast |

## Wyniki wyścigu
| Miejsce | Zawodnik             | Państwo   | Drużyna               | Czas       |
| ------- | -------------------- | --------- | --------------------- | ---------- |
| 1.      | Esteban Chaves       | Kolumbia  | Orica-BikeExchange    | 6h 26' 36" |
| 2.      | Diego Rosa           | Włochy    | Pro Team Astana       | + 0"       |
| 3.      | Rigoberto Urán       | Kolumbia  | Cannondale-Drapac     | + 0"       |
| 4.      | Romain Bardet        | Francja   | Ag2r-La Mondiale      | + 6"       |
| 5.      | Davide Villella      | Włochy    | Cannondale-Drapac     | + 1' 19"   |
| 6.      | Alejandro Valverde   | Hiszpania | Movistar Team         | + 1' 24"   |
| 7.      | Robert Gesink        | Holandia  | Team LottoNL-Jumbo    | + 1' 24"   |
| 8.      | Warren Barguil       | Francja   | Team Giant-Alpecin    | + 1' 24"   |
| 9.      | Alessandro De Marchi | Włochy    | BMC Racing Team       | + 1' 24"   |
| 10.     | Pierre-Roger Latour  | Francja   | Ag2r-La Mondiale      | + 1' 24"   |
|         |                      |           |                       |            |
| -       | Rafał Majka          | Polska    | Tinkoff               | DNF        |
| -       | Paweł Poljański      | Polska    | Tinkoff               | DNF        |
| -       | Łukasz Owsian        | Polska    | CCC Sprandi Polkowice | DNF        |
| -       | Maciej Paterski      | Polska    | CCC Sprandi Polkowice | DNF        |